# Hippocrateaceae
Hippocrateaceae é uma família de plantas dicotiledóneas.
Para as classificações APG (1998) e APG II (2003), esta família não existe e as plantas em causa são consideradas como pertencentes à família Celastraceae.